# Autoroute A57
L'autoroute A 57 è un'autostrada francese che collega Tolone all'A8. Si pone in continuazione con l'A50 e si dirige a nord-est, fino a raggiungere l'A8 presso Le Cannet-des-Maures.